# ایکلوه
ایکلوه (به آلمانی: Eickeloh) یک شهر در آلمان است که در هایدکرایس واقع شده‌است.